# ويلموت ن. هيس
ويلموت ن. هيس (بالإنجليزية: Wilmot N. Hess)‏ هو فيزيائي أمريكي، ولد في 16 أكتوبر 1926 في أوبرلين في الولايات المتحدة، وتوفي في 16 أبريل 2004 في بيركيلي في الولايات المتحدة.